# Bateau d'Äskekärr

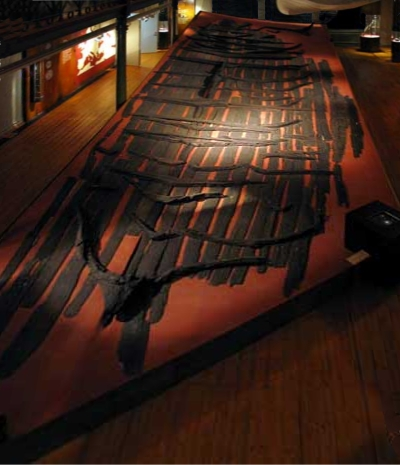
Knarr d'Askekarr au Musée municipal de Göteborg

Le Bateau d'Äskekärr (en suédois : Äskekärrskeppet) est le seul bateau viking de type knarr à bordages à clin trouvé et en Suède datant d'environ 930 et aussi le mieux préservé des knarrs (navire marchand viking). Il a été découvert, lors de fouilles archéologiques au bord de la rivière Göta älv proche du village d'Äskekärr dans le Comté de Västra Götaland.

Il est exposé au musée municipal de Göteborg.

## Découverte
En 1933, un fermier faisant des travaux dans une prairie, trouve l'épave à une cinquantaine de mètres du lit de la rivière, la poupe vers les terres couchée sur le côté tribord. Si le côté tribord est resté en bon état, le côté bâbord a eu ses arcs supprimés. Elle mesure près de 13 m de long et la quille est légèrement courbée vers le milieu. Les planches sont en chêne de 15 à 20 mm d'épaisseur et fixées ensemble par des rivets de fer avec des têtes rondes et tenus à l'intérieur sur des bases carrées de fer. L'étanchéité est faite, selon l'analyse, en laine de mouton imbibée de brai (résine de conifère). Des runes ont aussi été extraites sur le site (comme la rune Fehu) , et des gravures de runes apparaissent sur certaines parties (base du mât, ...) appelées Vieux futhark alphabet runique du VIIIe siècle. Entre autres choses, il a aussi été découvert  une pièce de rechange de 70 ans plus jeune que les autres pièces de bateaux, ainsi que des traces d'usure et les réparations mineures.

Des fouilles plus récentes ont été entreprises. En 1993, une autre épave plus petite de knarr a été extraite, de 11 à 13 m de long et jugée d'une centaine d'années plus récente.
Bien avant, les restes d'un autre bateau avaient été trouvés ainsi que les restes d'une digue en forme de fer à cheval ouverte vers la rivière quelque 200 m plus loin.
L'hypothèse serait que ce site de fouille aurait pu être un ancien chantier naval.

## La rivière
La Göta Älv est considérée depuis les temps anciens comme une voie de communication très importante entre la côte et l'intérieur des terres, pour le transports des hommes et des marchandises. Le rôle de la rivière a grandi en importance au cours de l'âge du fer ainsi que son importance stratégique. 

Au Moyen Âge, au cours des années 1000 la ville Lödöse, un peu plus au nord que Äskekärr, était alors le principal port de la Suède ouest. Dans la zone de la rivière Göta Älv des pièces de monnaie, des bijoux d'or et d'argent et d'autres objets provenant de l'âge des Vikings ont été trouvés. Elle est aussi souvent mentionnée dans les sagas scandinaves en tant que moyen de communication ainsi que le point de départ pour les voyages des Vikings. 

Cette région était en contact avec le nord de l'Europe et expédiait le fer et le bois, les cuirs, les fourrures, le beurre, le fromage et les bovins vivants. En retour elle recevait le sel, les tissus de laine et parfois des biens plus précieux tels que la soie, la céramique le verre et les pierres précieuses.
Le niveau de l'eau, dans les années 500, était de quatre mètres plus élevé que maintenant. Toutes les plaines autour de la rivière, à partir de l'estuaire étaient sous l'eau.  Cela signifie que la plaine entre Göteborg et Kungälv, se trouvant entre deux chaînes de montagnes, était remplie d'eau. La largeur actuelle de la rivière ne dépasse pas 100 mètres, mais à l'âge du fer elle devait être d'un km, formant plutôt un bras de mer qu'une rivière et qu'en certains endroits  plus hauts sur la rivière se trouvaient des lacs comme à Äskekärr.

## Construction d'une réplique
Le Vidfamne a été construit en 1994, du nom du roi légendaire Ivar Vidfamne.